# Filippo Volandri
Filippo Volandri es un exjugador profesional de tenis nacido el 5 de septiembre de 1981 en Livorno, Italia. Su mayor ranking a nivel individual fue el puesto n.º 25 alcanzado el 23 de julio de 2007. Mientras que en dobles logró el puesto n.º 120 el 15 de mayo de 2006.

## Carrera
Volandri se hizo profesional en 1997. En 2004 ganó el torneo Torneo de Pörtschach, lo que significó su primer torneo de la categoría ATP. En el año 2007 llegó a la cuarta Ronda del Abierto de Francia, lo que es hasta el momento su mejor actuación de un Grand Slam. 
En el año 2007 gana su segundo título ATP al hacerse con el Torneo de Palermo derrotando en la final al ecuatoriano Nicolás Lapentti por 5-7, 6-1, 6-3.
En el Masters de Roma 2007 Volandri causó un gran revuelo cuando sorprendentemente derrotó al número uno del mundo Roger Federer en la segunda ronda venció por 6-2 y 6-4. Previamente, el italiano venció a Richard Gasquet. Con una victoria ante el checo Tomáš Berdych, Volandri pasó a las semifinales, donde se enfrentó con el chileno Fernando González quien lo venció por 1-6 y 2-6. 
El 15 de enero de 2009, cayó sobre él, una sanción por dopaje de tres meses, pero dos semanas antes de la finalización de la misma fue cancelado. En el torneo de Indian Wells del año 2008 fue positivo para la sustancia salbutamol. Volandri tiene indicado este tratamiento debido a su asma, por lo que se le hace una excepción para esta sustancia, pero lo acusaron de exceder los límites acordados previamente.

### Clasificación en torneos del Grand Slam
| Torneo          | 2011 | 2008 | 2007 | 2006 | 2005 | 2004 | 2003 | Títulos |
| --------------- | ---- | ---- | ---- | ---- | ---- | ---- | ---- | ------- |
| Australian Open | 1R   | 1R   | 1R   | 1R   | 1R   | 2R   | -    | 0       |
| Roland Garros   |      | 1R   | 4R   | 2R   | 3R   | 1R   | 1R   | 0       |
| Wimbledon       |      |      | 1R   | 1R   | 1R   | 2R   | 1R   | 0       |
| US Open         |      |      | 1R   | 1R   | 1R   | 2R   | 1R   | 0       |

## Títulos; 2 ( + 0)
| Leyenda                        | Individuales | Dobles |
| ------------------------------ | ------------ | ------ |
| Grand Slam (tenis)\|Grand Slam | 0            | 0      |
| ATP World Tour Finals          | 0            | 0      |
| ATP World Tour Masters 1000    | 0            | 0      |
| ATP World Tour 500 Series      | 0            | 0      |
| ATP World Tour 250 Series      | 2            | 0      |
| ATP Challenger Series          | 12           | 0      |

### Individuales

#### Títulos

##### ATP World Tour
| n.º | Fecha      | Torneo               | Superficie    | Oponente en la final | Resultado     |
| --- | ---------- | -------------------- | ------------- | -------------------- | ------------- |
| 1.  | 17.05.2004 | Torneo de Pörtschach | Tierra batida | Xavier Malisse       | 6-1, 6-4      |
| 2.  | 25.09.2006 | Torneo de Palermo    | Tierra batida | Nicolás Lapentti     | 5-7, 6-1, 6-3 |

##### ATP Challengers Tour
| n.º | Fecha      | Torneo                      | Superficie    | Oponente en la final | Resultado      |
| --- | ---------- | --------------------------- | ------------- | -------------------- | -------------- |
| 1.  | 18.09.2000 | Challenger de Biella (1)    | Tierra batida | Hernán Gumy          | 6-3 6-2        |
| 2.  | 17.03.2003 | Challenger de Cagliari      | Tierra batida | Rafael Nadal         | 2-6 6-2 6-1    |
| 3.  | 09.06.2003 | Challenger de Biella (2)    | Tierra batida | José Acasuso         | 2-6 7-6(4) 6-4 |
| 4.  | 02.08.2004 | Challenger de Trani         | Tierra batida | Francesco Aldi       | 6-1 6-3        |
| 5.  | 21.07.2008 | Challenger de San Marino    | Tierra batida | Potito Starace       | 5-7 6-4 6-1    |
| 6.  | 28.07.2008 | Challenger de Cordenons     | Tierra batida | Óscar Hernández      | 6-3 7-5        |
| 7.  | 12.04.2010 | Challenger de Roma-1        | Tierra batida | Lamine Ouahab        | 6-4 7-5        |
| 8.  | 31.05.2010 | Challenger de Roma-3        | Tierra batida | Reda El Amrani       | 6–3, 6–2       |
| 9.  | 18.07.2011 | Challenger de Orbetello (1) | Tierra batida | Matteo Viola         | 4–6, 6–3, 6–2  |
| 10. | 23.06.2013 | Challenger de Milán         | Tierra batida | Matteo Viola         | 4–6, 6–3, 6–2  |
| 11. | 28.07.2013 | Challenger de Orbetello (2) | Tierra batida | Pere Riba            | 6-4, 7-6(7)    |
| 12. | 17.11.2013 | ATP Challenger Tour Finals  | Tierra batida | Alejandro González   | 4–6, 6–4, 6–2  |

#### Finalista ATP World Tour
| n.º | Fecha      | Torneo                 | Superficie        | Oponente en la final | Resultado     |
| --- | ---------- | ---------------------- | ----------------- | -------------------- | ------------- |
| 1.  | 21.07.2003 | Torneo de Umag         | Tierra batida     | Carlos Moyá          | 4-6, 6-3, 5-7 |
| 2.  | 19.07.2004 | Torneo de Umag         | Tierra batida     | Guillermo Cañas      | 5-7, 3-6      |
| 3.  | 27.09.2004 | Torneo de Palermo      | Tierra batida     | Tomáš Berdych        | 3-6, 3-6      |
| 4.  | 26.09.2005 | Torneo de Palermo      | Tierra batida     | Igor Andreev         | 1-6, 3-6      |
| 5.  | 19.02.2006 | Torneo de Buenos Aires | Tierra batida     | Carlos Moyá          | 6-7(6), 4-6   |
| 6.  | 11.09.2006 | Torneo de Bucarest     | Tierra batida     | Jurgen Melzer        | 1-6, 5-7      |
| 7.  | 19.02.2012 | Torneo de San Pablo    | Tierra batida (i) | Nicolás Almagro      | 3-6, 6-4, 4-6 |

### Dobles

#### Finalista
| n.º | Fecha      | Torneo             | Superficie    | Pareja         | Oponente en la final         | Resultado |
| --- | ---------- | ------------------ | ------------- | -------------- | ---------------------------- | --------- |
| 1.  | 27.07.2006 | Torneo de Acapulco | Tierra batida | Potito Starace | František Čermák Leoš Friedl | 5-7, 2-6  |